# Pietro Parolin
Pietro Parolin ([ˈpjetro paroˈliŋ]) (Schiavon, província de Vicenza, Vèneto, 17 de gener de 1955) és un clergue, arquebisbe i cardenal italià.
Fill d'un comerciant de ferreteria i d'una mestra de primària, als deu anys restà orfe de pare amb dos germans més petits. Estudià al seminari de Vicenza, i a la catedral d'aquesta ciutat fou ordenat sacerdot el 27 d'abril de 1980. Durant dos anys exercí de vicari a la ciutat de Schio, per ingressar seguidament a l'Acadèmia Pontifícia Eclesiàstica, l'escola diplomàtica de la Santa Seu. Mentrestant cursà estudis de dret canònic a la Pontifícia Universitat Gregoriana de Roma, on el 1r de juliol de 1986 es doctorà amb una tesi sobre el Sínode dels Bisbes.
Ingressa al servei diplomàtic de la Santa Seu i fou destinat a les nunciatures de Nigèria (1986-1989) i de Mèxic (1989-1992). Aquest darrer any fou reclamat a Roma per a treballar a la Secretaria d'Estat del Vaticà. Dins d'aquest organisme i des de l'any 2000 s'ocupà dels afers italians, encarregat especialment del servei religiós a les forces armades, als hospitals i a les presons.
El 30 de novembre de 2002 el papa Joan Pau II el nomenà subsecretari del departament de Relacions amb els Estats (Afers exteriors), dins del qual tingué especial protagonisme en les relacions del Vaticà amb el Vietnam i la Xina. Fou encarregat de negociar amb el govern socialista de José Luis Rodríguez Zapatero una possible reforma dels acords entre Espanya i la Santa Seu, però les negociacions no prosperaren. Per contra, Parolin fou l'encarregat de ratificar l'adhesió vaticana al Tractat de No Proliferació Nuclear.
El 17 d'agost de 2009 del papa Benet XVI el nomenà nunci apostòlic a la Veneçuela d'Hugo Chávez, alhora que el consagrava personalment arquebisbe titular d'Acquapendente.
El 30 d'agost de 2013 el papa Francesc el nomenà Secretari d'Estat en substitució del cardenal Tarcisio Bertone, que romangué en funcions fins al 15 d'octubre següent. Tot i ja ser formalment el nou secretari d'estat, Parolin no pogué prendre possessió del càrrec el dia del comiat a Bertone a causa d'una lleu intervenció quirúrgica.
El mateix papa Francesc, en el consistori ordinari de 22 de febrer de 2014 el creà cardenal del títol de Ss. Simone e Giuda Taddeo a Torre Angela.
El 10 de maig de 2020, el cardenal Pietro Parolin presidirà les celebracions amb motiu del bicentenari de la Diòcesi de San Cristóbal de La Laguna (Illes Canàries).

## Honors
Gran Creu de l'Orde al Mèrit de la República Italiana - 24 de junt de 2005
Ciutadà honorari d'Acquapendente.
 Creu de Comendador amb Placa de l'Orde al Mèrit de la República de Polònia - octubre de 2009
 Banda Especial de l'orde de l'Àliga Asteca - 4 de juliol de 2014